# Cacique

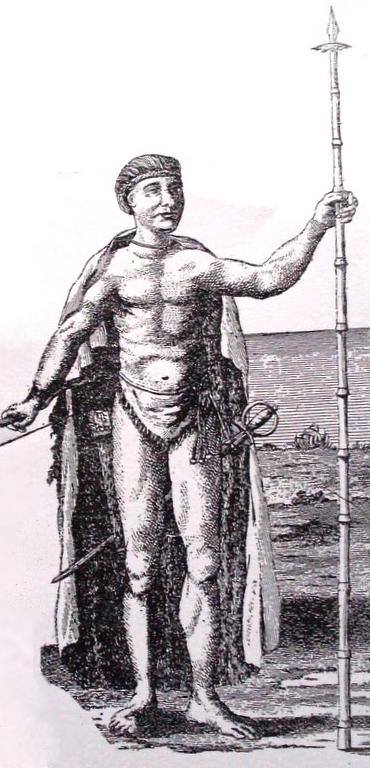
Cangapol, cacique de los tehuelches,.

Cacique es el término con el que se designó a los jefes locales de las comunidades taínas de las Antillas. A partir de la expansión de los virreinatos españoles en América, el término fue empleado por los conquistadores para designar a las autoridades políticas indígenas, sin atender a la diversidad de los sistemas políticos originarios de América ni a las nomenclaturas autóctonas. Son derivados de este término las palabras caciquismo, cacicato, cacicazgo y caciquear. 
Durante la Restauración borbónica en España (1875-1931) se utilizó el término «cacique» para referirse a los notables locales que gracias a sus redes clientelares controlaban las elecciones de un distrito, especialmente los rurales, que eran la mayoría.

## Uso en la América colonial española
En la América colonial española la palabra cacique fue usada activamente por la monarquía. Una instrucción real del 26 de febrero de 1538 insistía en que cualquier autoridad indígena fuera solo llamada «cacique», igualando por esta fórmula desde los más humildes jefes de bandas poco numerosas, hasta los reyes y nobles de los extintos imperios prehispánicos. Se ponía en este documento especial cuidado en prohibir el tratamiento de «señor», que en castellano podía implicar una autoridad efectiva y un trato reverencial, insistiendo al respecto que «convenía a nuestro servicio y preeminencia Real y mandamos a los virreyes y Audiencias que no lo consientan ni permitan y solamente pueden llamarse caciques y principales». 
Pese a que gran cantidad de caciques fueron ejecutados en el fragor de la Conquista, [cita requerida] la institución del cacicazgo, en sus variadas manifestaciones étnicas, sobrevivió durante los siglos coloniales. Y, de hecho, aún subsiste en la actualidad, aunque es más usada, sin embargo, la expresión líder. La figura del cacique no siempre resultaba comprensible para los europeos. Su autoridad era relativa en la tradición cultural de algunas etnias. Sus decisiones no eran del todo vinculantes y su autoridad estaba supeditada finalmente a la voluntad de las asambleas indígenas.  

«... muchas naciones y gentes de indios no sufren reyes ni señores absolutos, sino viven en behetría (...) comunidades, donde se gobiernan por consejo de muchos».
Joseph de Acosta 

Existía un método de autogobierno, en que el cacique jugaba un rol coyuntural como portavoz, moderador, o tomando decisiones sólo frente a situaciones apremiantes.  
Esto resultaba especialmente desconcertante para los españoles. España venía saliendo de su propia Guerras de Comuneros, que había finalizado con fuertes ataques oficiales contra toda forma de asambleísmo. Los conquistadores asimilaban la situación de estas tribus a un permanente caos y negligencia del jefe, por lo que entendieron que los caciques, como individualidades, eran prescindibles. 
Pero pese a todo, dentro del sistema de jerarquías coloniales, la figura del cacique en sí era considerada necesaria, por lo que los españoles decidieron mantenerla como eslabones o enlaces de poder entre los pueblos conquistados. Tanto, de hecho, que existen diversos testimonios que aseguran que durante la Colonia la elección de los caciques de los pueblos de indios fue realizada por hacendados y misioneros en numerosas ocasiones. 

En lo tocante a las elecciones de los caciques y gobernadores de los pueblos de esta Nueva España ha habido y hay grandes confusiones, porque unos suceden en estos cargos por herencia de sus padres y abuelos, y otros por elecciones, y otros porque Moctezuma los ponía por calpisques en los pueblos, y otros ha habido que los encomenderos los ponían y los quitaban a los que venían, y otros nombraban los religiosos (...) Hay otra elección de gobernador en algunos pueblos, que es cargo por sí, diferente del cacique, que tiene cargo del gobierno del pueblo, y éste eligen los indios...
Virrey Antonio de Mendoza

Esta situación ambigua se sumaba a cierto descalabro de las relaciones sociales internas de los grupos indígenas, producto del mestizaje, de la catástrofe demográfica y el desarraigo de las personas que eran enviadas a los nuevos centros de explotación (minas y plantaciones). Como consecuencia de este cuadro, en no pocos casos el cacique fue perdiendo ascendiente sobre su comunidad que comprendía paulatinamente que la autoridad efectiva era detentada en otras instancias.

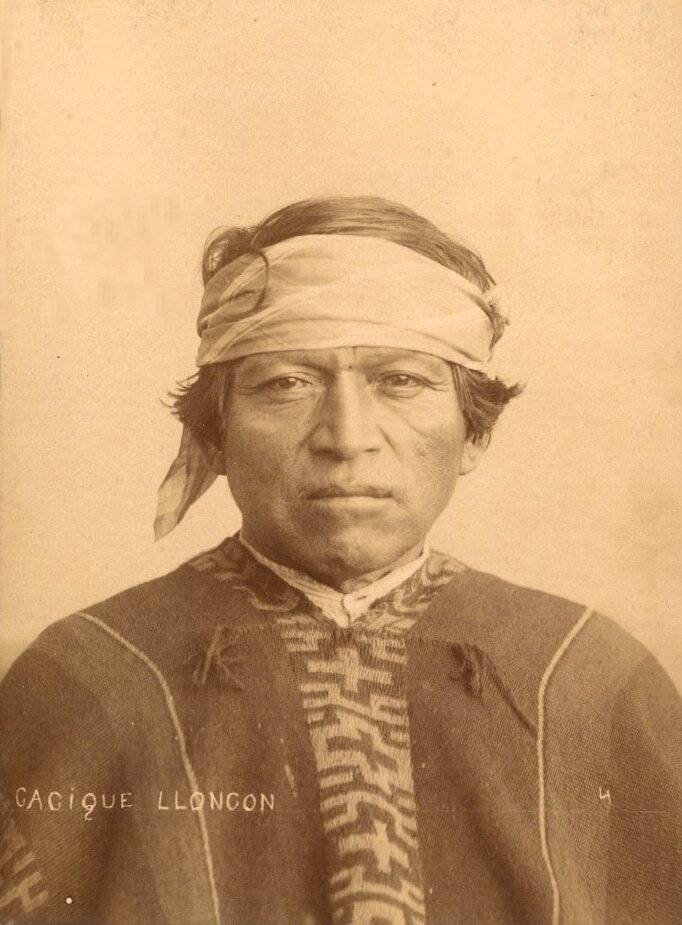
Cacique (lonco) mapuche alrededor de 1890.

Pasó entonces a ser un concepto aplicado por los españoles a ciertas personalidades de las culturas originarias de América, empleándose con frecuencia de forma equívoca para los hombres que ostentaban mayor poder económico (animales, áreas de cultivo, etc.) y más esposas. El equívoco persistió entre los no especialistas, ya que se suele designar como caciques a los soberanos absolutos de imperios (nahuas, quechuas, taínos, etc.), del mismo modo que a los jefes o líderes de pequeñas poblaciones consideradas ‘sin Estado’, como por ejemplo los nambikuara. Es así que, vulgarmente, se llama «cacique» a los curacas del Antiguo Perú, a los toki, longko y ülmen de los mapuche, los ruvichá de los guaraníes, etc.
Para los españoles, ser cacique implicaba ser “dueño de indios”, que según las normas peninsulares, implica ser un “amado señor de los indios”, debido a su rol como administradores e impartidores de justicia entre una comunidad que estaba avasallada a ellos, siendo reconocido su autoridad jurídica (para mandar, proteger y darle voz a sus súbditos indios), por parte de las autoridades coloniales.  En Nueva España y Perú, los españoles les permitían ciertos privilegios dentro de la sociedad colonial: podían poseer bienes inmuebles patrimoniales, recibir parte de los tributos y tener exención de éstos, montar a caballo, portar armas, desempeñar cargos de gobierno y poder ser juzgados únicamente por la Real Audiencia. No obstante, estaban sujetos a la autoridad de los corregidores, de los administradores o de los protectores de indios.

## Otros usos
En Chile, Venezuela y Colombia se usa coloquialmente el refrán «mucho cacique y poco indio» para indicar situaciones en las que varios de los involucrados dan órdenes simultáneamente mientras pocos están dispuestos a acatarlas o hacen realmente el trabajo.
En algunos países latinoamericanos, se usa muchas veces figurativa y peyorativamente la palabra «cacique» para aludir a quienes detentan el poder de «redes clientelares» aunque nada tengan que ver con los pueblos originarios de América. En esta estructura política local, el cacique se muestra como el benefactor de los habitantes de una región y estos lo legitiman otorgándole un respaldo a su accionar político, generándose un apoyo recíproco.

### España
El término cacique pasó a la península con un carácter peyorativo y el Diccionario de autoridades (1729) ya lo recoge. Definía «cacique» como «Señor de vasallos, ó el Superior en la Provincia o Pueblos de Indios», pero añadiendo que «por semejanza, se entiende el primero de un Pueblo o República, que tiene más mando y poder, y quiere por su soberbia hacerse temer y obedecer de todos los inferiores». Así comenzó a aplicarse a las personas que tenían mayor influencia y poder en el seno de una comunidad y también se extendió el término «cacicada», como sinónimo de injusticia y atropello.
En 1902 el regeneracionista Joaquín Costa utilizó el término caciquismo para caracterizar al régimen político de la Restauración, entendiéndose por tal en la actualidad, el entramado de relaciones sociales que definen la vida política mediante redes clientelares.

## En la cultura popular

### En el cine y la literatura
La película Doña Bárbara (véase Época de oro del cine mexicano), basada en la novela homónima de Rómulo Gallegos, tiene como personaje central a una cacique en los territorios llaneros del río Arauca, en Venezuela.